# Obrium castaneomarginatum
Obrium castaneomarginatum là một loài bọ cánh cứng trong họ Cerambycidae.